# Ермошин, Виктор Георгиевич
Ермошин Виктор Георгиевич (род. 16 августа 1949) — советский борец греко-римского стиля, чемпион СССР, тренер.

## Биография
Родился в 1949 году. Борьбой начал заниматься в 1964 году. Участвовал в четырех чемпионатах СССР. Чемпион СССР 1973 года. После завершения спортивной карьеры перешёл на тренерскую работу. Заслуженный тренер России. Среди учеников чемпион Европы и мира Артём Сурков.

## Спортивные результаты
- Чемпионат СССР по классической борьбе 1973 года — ;